# Живела Југославија
Живела Југославија је југословенска патриотска песма први пут објављена 1980. године, а најпознатија је по дуетском наступу Мирослава Илића и Лепе Брене. Песму је написао и компоновао Милутин Поповић Захар.
Међу истакнутијим извођењима ове песме било је на свечаном отварању 16. Зимских олимпијских игара у Сарајеву 1984. у дуету Мирослава Илића и Лепе Брене, на Новогодишњем програму Радиотелевизије Београд (РТБ) 1984/1985. као и у емисији Недељно поподне 1988. године, на којима је Лепа Брена, уз пратњу плесача, уз уводне тактове песме изговарала следеће:
У животу свих људи, и оних малих и оних одраслих, постоје разне љубави, и прве и мале, и друге и треће, и оне велике и оне највеће; нека писма пожуте, неки се споменари загубе, неке слике избледе; постоји, међутим, једна љубав која је увек млада, која је закључана дубоко у срцима сваког од нас, то је љубав према домовини...
Текст песме у извођењу Гордане Стојићевић и Радише Марковића, као и Драгана Антића из 1980. године, разликује се од каснијег извођења Лепе Брене и Мирослава Илића у другој строфи. Оригинална верзија је написана пре смрти Јосипа Броза Тита, док је друга написана 1983. године за Лепу Брену, а а телевизијски спот за песму снимљен је испред Титовог гроба у Кући цвећа, приликом обележавања 25. маја, Дана младости и Титовог рођендана.
| 1983. године | 1980. године |
| --- | --- |
| Кад погледам наше море, наше реке, наше горе, сву лепоту где сам рођена, и све што би речи знала, у срцу сам записала, живела Југославија! | -〃- |
| Земљо мира, земљо Тита, земљо храбра, поносита, широм света о теби се зна, волимо те наша мати, нећемо те ником дати, живела Југославија!  | Због јуначких прошлих дана, и због борбе партизана, због слободе која нама сја, две су речи тако мало, али све је у њих стало, живела Југославија! |
| Ту је рођен маршал Тито, наше име поносито, к'о хероја цео свет га зна, благо земљи што га има, памтиће се вековима, живела Југославија!   | -〃- |